# ایوار ۱۶۲۷
سیارک ۱۶۲۷ (به انگلیسی: 1627 Ivar، نامگذاری:1929SH) هزار و ششصد و بیست و هفتمین سیارک کشف شده‌است که در ۲۵ سپتامبر ۱۹۲۹ کشف شد.
قدر مطلق سیارک برابر ۱۳٫۲۰ است.